# فيرجيني دبانت
فيرجيني دبانت (بالفرنسية: Virginie Despentes) ولدت في 13 يونيو 1969 بنانسي وهي كاتبة ومخرجة فرنسية ، وأيضا مترجمة وشاعرة غنائية. حصلت على جائزة رينودو الأدبية عام 2010.

## روابط خارجية
- فيرجيني دبانت على موقع IMDb (الإنجليزية)
- فيرجيني دبانت على موقع مونزينجر (الألمانية)
- فيرجيني دبانت على موقع ألو سيني (الفرنسية)
- فيرجيني دبانت على موقع ميوزك برينز (الإنجليزية)
- فيرجيني دبانت على موقع أول موفي (الإنجليزية)
- فيرجيني دبانت على موقع قاعدة بيانات الأفلام السويدية (السويدية)
- فيرجيني دبانت على موقع ديسكوغز (الإنجليزية)
- فيرجيني دبانت على موقع قاعدة بيانات الفيلم (الإنجليزية)
- فيرجيني دبانت على موقع كينوبويسك (الروسية)